# Haines (Alasca)

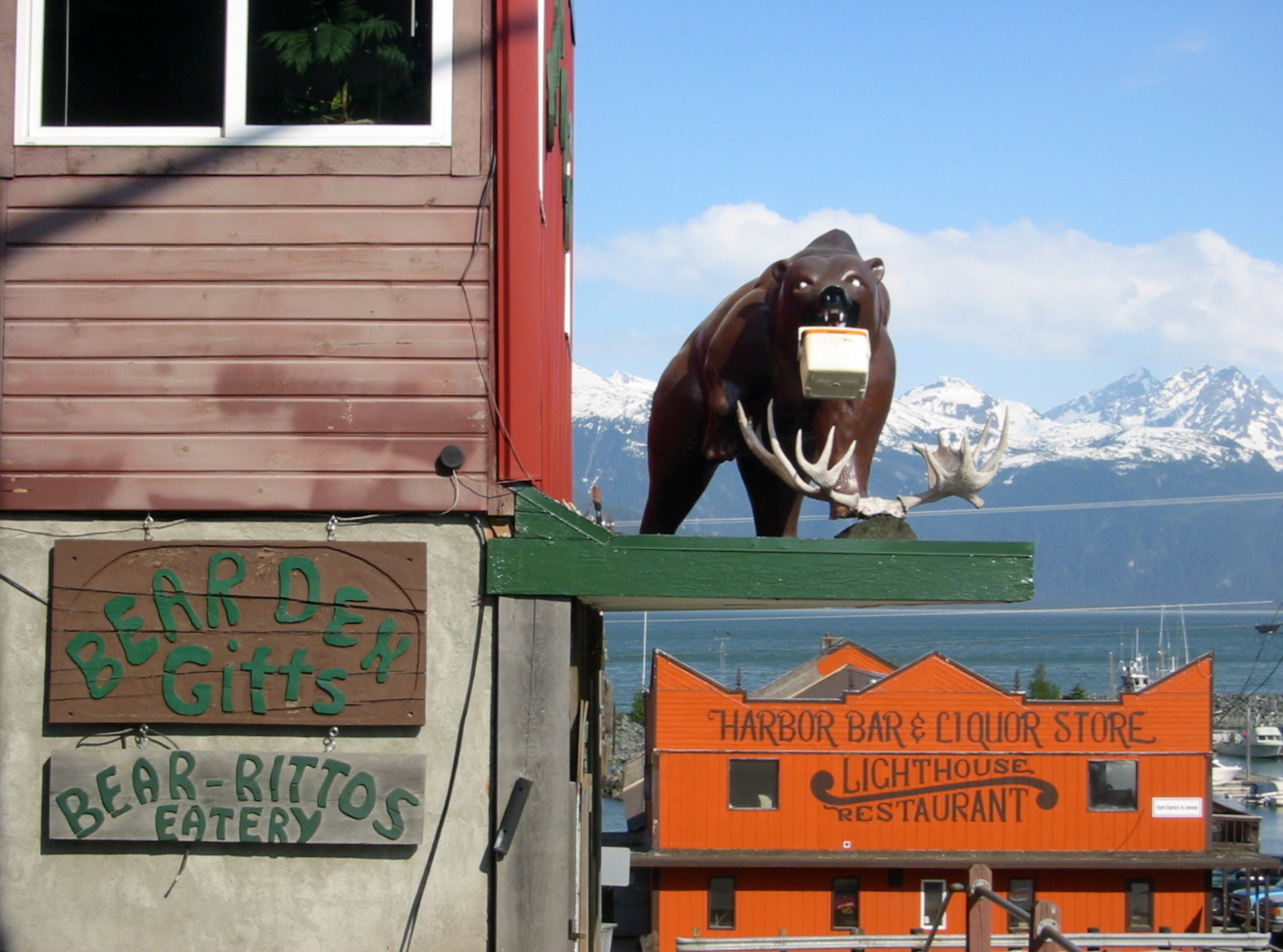

Haines é uma cidade localizada no estado americano de Alasca, no Distrito de Haines.

## Demografia
Segundo o censo americano de 2000, a sua população era de 1811 habitantes.

## Geografia
De acordo com o United States Census Bureau, a localidade tem uma área de 55,8 km², dos quais 35,0 km² cobertos por terra e 20,8 km² cobertos por água.

## Localidades na vizinhança
O diagrama seguinte representa as localidades num raio de 40 km ao redor de Haines.